# История Амстердама
История Амстердама — история, столицы Нидерландов (Амстердама или Амстель-дамм, Дамм на Амстеле), берёт своё начало в XIII веке, с момента появления небольшой рыбацкой деревни, которая расположилась на территории дамб, построенных на обоих берегах реки Амстел в нижней её части, в другом источнике указано что город возник в начале XIII столетия из небольшой крепостцы, построенной амстельскими владетелями. 
В связи с тем, что первоначально было воздвигнута дамба на восточном берегу реки, большинство старых названий в Восточной части Амстердама имеет приставку Ауде (от нидерл. Oude — старый) или Аудезейдс- (нидерл. Oudezijds-, от oude zijde — старая сторона). Строительство дамбы на западном берегу реки произошло позже, и дало название расположенной на её месте улицы Ниувендейк (новая дамба). Плотина через реку Амстел, построенная в 1270 году, позволила выделить место для небольшой площади, получившей название Дам. Деревня стала называться «Amestelledamme», то есть «плотина на реке Амстел». Первое письменное упоминание об Амстердаме датировано 27 октября 1275 года. Сообщается о даровании графом Флорисом V Голландским торговых привилегий для рыбацкой деревни, расположенной на дамбе в устье реки Амстел. В этом документе упоминаются «люди, живущие около Amestelledamme», то есть около дамбы на Амстеле. В 1287 году, в ходе крупнейшего наводнения, песчаный барьер в районе Тексела был разрушен, и Флевонское озеро, на берегу которого располагался Амстердам, окончательно стало заливом, получившим название Зёйдерзе. Это стихийное бедствие создало условия для превращения небольшой деревни Амстердам в центр морской торговли. Амстердам был выбран местом встреч и торговли для мореплавателей. Статус города деревня получила на рубеже XIII — XIV веков, а её название приобрело современное звучание.

## XIII—XV века

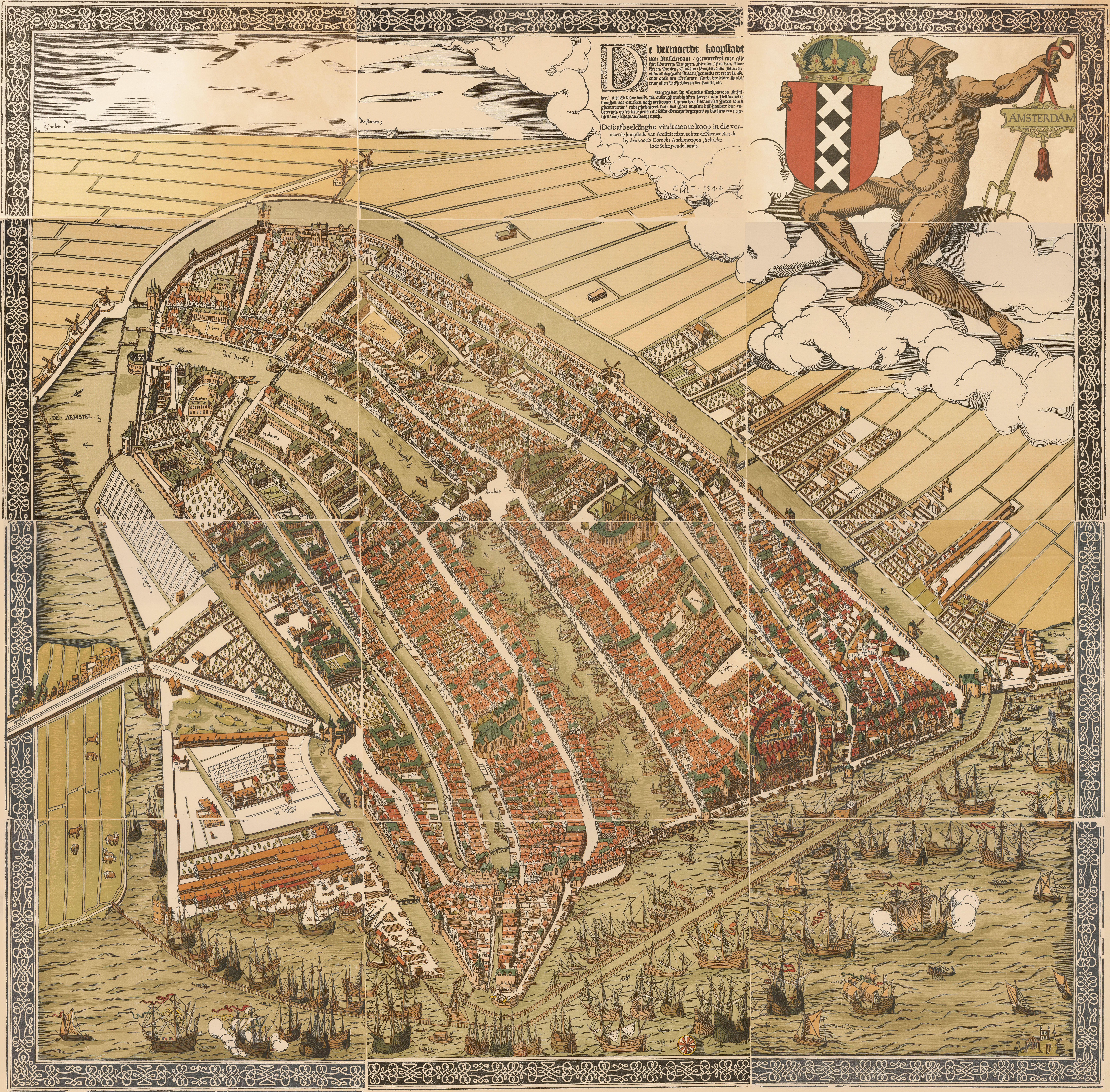
Карта Амстердама. 1544 год.

В 1317 году Вильгельм III присоединил Амстердам к графству Голландия. Роль этого графства в землях Нидерландов была довольно весомой уже в то время, что подтверждается удачным замужеством дочерей Вильгельма III: одна стала королевой Англии, другая супругой императора Священной Римской империи.
С этого момента началось бурное экономическое развитие Амстердама. К востоку от площади Дам, которая оставалась центром города, были построены две гавани: одна на заливе Эй, другая на реке Амстел. Рост города шел одновременно с постепенной засыпкой грунтом обеих гаваней и строительством прилегающих улиц Дамрак и Рокин, которые до сих пор являются одними из основных магистралей Амстердама. В 1306 году была построена первая церковь Амстердама — Ауде керк, её посвятили покровителю города и моряков Святому Николаю.
К середине XIV века город был с обеих сторон ограничен укрепленными каналами, которые стали первым кольцом в системе водных путей сообщений. Второе кольцо каналов сложилось к началу XV века, оградив территорию, образовавшуюся за первыми городскими стенами и увеличив площадь города до 105 гектаров. Новые каналы дали городу дополнительную защиту от внешних врагов.
Значение Амстердама как порта возросло к концу XV века из-за того, что Ганзейский союз дал городу право свободной торговли на Балтийском море. 70 % грузовых перевозок по Балтике осуществлялись через Амстердам. Условный период расцвета города начался с 1578 года, после того как была завоевана независимость от испанского господства и образовалась Республика Соединенных провинций Нидерландов. Южные провинции были разорены испанцами, которые еще в 1585 году разорили и опустошили Антверпен, закрыв для судоходства устье реки Шельды. Все эти факторы позволили Амстердаму почти два века развиваться без конкуренции и предоставили в его распоряжение новые рынки сбыта.

## XVI—XVIII века

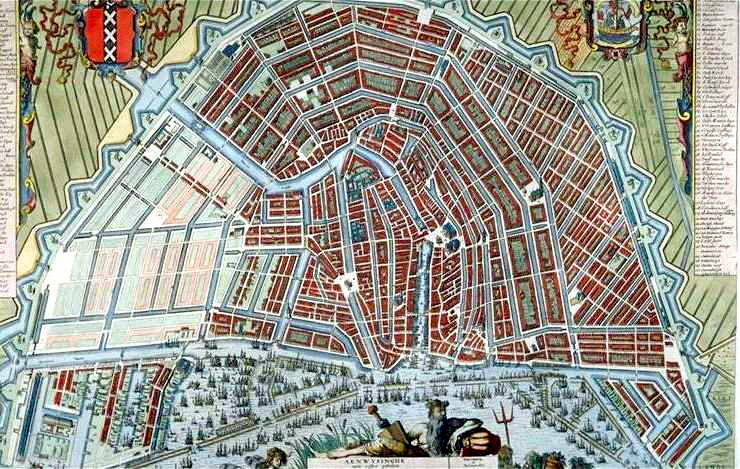
Карта Амстердама. XVII век.

Власть в Амстердаме перешла в руки совета из 36 регентов, которые, предвидя дальнейший рост города, дали поручение архитектору Хендрику де Кейзеру разработать план развития, получивший в дальнейшем название «План трёх каналов». Воплощение этого плана в 1585—1658 годах дало Амстердаму современные очертания. По данным карты 1597 года, город с момента начала строительства увеличился вдвое, и был построен новый канал за пределами городских стен, возведенных в XV веке. Окончательное осуществление плана проходило под контролем муниципалитета, расширило территорию Амстердама к 1658 году в четыре раза — до 716 гектаров, придало городу гармоничный вид и принесло славу одного из красивейших городов Европы.
С 4 апреля 1609 года, когда команда голландских моряков под капитанством Генри Гудзона на судне «Халве Ман» отправилась из Амстердама на поиски Новой Индии, началась эпоха колониальных захватов новых земель. Образование сначала Ост-Индской, а затем Вест-Индской компаний и открытие Амстердамской фондовой биржи еще больше укрепили экономические и политические позиции Амстердама. В 1795 году Амстердам был провозглашен столицей Батавской республики, а спустя 11 лет — Нидерландского королевства. На рубеже XVII — XVIII веков Амстердам стал одним из крупнейших торговых городов Европы, экономическим и культурным центром. Происходит быстрый рост численности населения (50 тыс. — 1660 г., 200 тыс. — 1700 г.)
В 1663—1664 годах Амстердам был опустошён эпидемией чумы, умерло около 50 000 человек.
Во второй половине XVIII века значение Амстердама в мировой торговле пошло на спад. Численность городского населения стала уменьшаться. Французская оккупация 1795—1813 годов, ограничительная торговая политика Наполеона и континентальная блокада нанесли серьёзный удар по экономике города. Амстердам оставался столицей Королевства Голландия, где правил назначенный в 1806 году Наполеоном Луи Бонапарт. Городская ратуша была преобразована в королевский дворец. При Луи Бонапарте в Амстердаме был открыт Королевский институт науки, литературы и изящных искусств, а также заложены основы будущего Национального музея (Рейксмузеума).
В 1810 году, когда Нидерланды были включены в состав Французской империи, Наполеон относился к Амстердаму как к третьему по значению городу после Парижа и Рима. 30 марта 1814 года, после поражения Наполеона, принц Вильгельм Фредерик Оранский был провозглашен королём Нидерландов под именем Вильгельма I в церкви Ньивекерк, таким образом, Амстердам вернул себе статус столицы.

## XIX—XX века

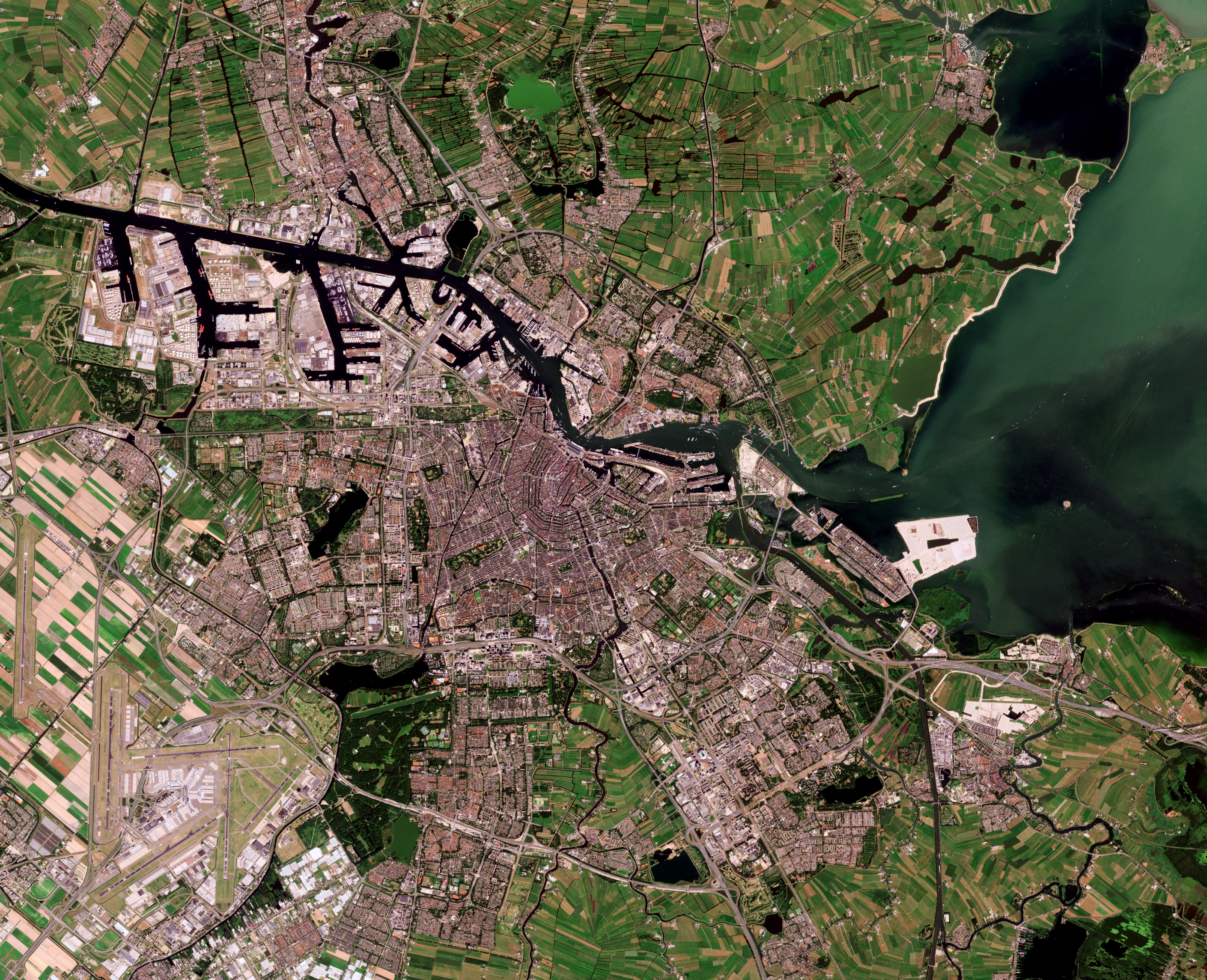
Амстердам. Вид из космоса. 2000 год.

В последней четверти XIX века в связи с ускоренной индустриализацией и возрождением порта в Амстердаме возникли жилищные проблемы, обусловленные притоком рабочей силы из деревень и небольших городов. Численность населения в 1900 году достигла 500 тысяч человек. Принятие в 1901 году жилищного законодательства помогло исправить создавшееся тяжелое положение, связанное как с перенаселением, так и с возникновением порочащей внешний вид города застройки. В начале XIX века Амстердам занял шестое место по величине среди европейских городов после Лондона, Парижа, Москвы, Санкт-Петербурга и Вены. Постройка канала Амстердам-Рейн и постройка в 1860—1880-х годах канала Амстердам – Северное море открыла новый водный путь, который увеличил значение Амстердама как важнейшего порта страны.
Первая мировая война поначалу не оказала серьёзного воздействия на город и его жителей, по причине нейтралитета, объявленного Нидерландами. Однако со временем в стране нарастал голод из-за стагнации экспорта и импорта. 1917 год отмечен произошедшим в столице «картофельным бунтом», который вспыхнул на фоне массовых забастовок докеров, моряков, шахтеров и текстильщиков.
В 1928 году Амстердам стал столицей летних Олимпийских игр.
Перед началом Второй мировой войны Амстердам являлся центром алмазной промышленности мира, бизнес был сосредоточен главным образом в руках еврейских семей. Во время войны город был захвачен немецкими войсками, и более 100 000 евреев были высланы за пределы города, часть погибла, голландское население пострадало в меньшей степени. Оккупация города продлилась с мая 1940 года по май 1945 года. 
1950—1970 годы были ознаменованы волной иммиграции населения из бывших колоний, прежде всего из Суринама. Помимо этого в город стали переезжать представители Турции, Марокко, Индонезии и других стран. Данные процессы обострили положение с жильём и рабочими местами, стали возникать межэтнические конфликты, получило распространение употребление наркотиков. 
Изменения коснулись и экономической сферы. На современном этапе экономика города главным образом держится на торговле и сфере оказания услуг, отказавшись от нерентабельной индустриальной промышленности. 
В 1977 году в городе был открыт метрополитен.